# Orczy
Orczy est un quartier situé dans le 8e arrondissement de Budapest. 

## Périmètre
Selon l'arrêté du 12 décembre 2012 (94/2012. (XII. 27.), annexe 31) de l'assemblée métropolitaine de Budapest, le périmètre du quartier est le suivant : partie sud et est de Kálvária tér-Baross utca-partie nord d'Orczy tér-Orczy út-Üllői út-Korányi Sándor utca-Illés utca-partie ouest de Kálvária tér.